# Parochlus pilosus
Parochlus pilosus är en tvåvingeart som först beskrevs av Jacques-Marie-Frangile Bigot 1888.  Parochlus pilosus ingår i släktet Parochlus och familjen fjädermyggor. Inga underarter finns listade i Catalogue of Life.